# كيفن آشتون
كيفن آشتون (بالإنجليزية: Kevin Ashton)‏ (مواليد 1968) هو رائد أعمال في مجال التقانة. ولد في بريمنجهام (المملكة المتحدة). وتعلم الدراسات الإسكندينافية في كلية لندن الجامعية في الفترة 1990-1994م)، قام بالإشتراك في تأسيس مركز أوتو آيدي التابع لمعهد ماساتشوستس للتكنولوجيا. قام آشتون من خلال هذا المركز بإنشاء ما يعرف بنظام التتبع آر اف آي دي وأنواع أخرى من الحساسات. كما قام كيفن آشتون بإصطلاح ما يسمى بـإنترنت الأشياء.

## بداية
عمل آشتون في عام 1997م كمدير مساعد في شركة بروكتر آند قامبل عندما كان مهتما في نظام التتبع آر إف آي دي في إدارة عمليات التوريد والتوزيع. قاده العمل هـذا إلى العمل بمعهد ماساتشوستس للتكنولوجيا وذلك من خلال بداية بحثه في هذا المجال وفي مركزه مع البروفيسور سانجاي سارنا والبروفيسور سني سيو والباحث ديفيد بروك. افتتاح المركز في عام 1999م كمشروع بحثي، ودُعم للوصول إلى هدف إنشاء مقياس عالمي لنظام آر إف آي دي، وأصبح كيفين مديرا تنفيذيا للمركز، أما البروفيسور سيو و سارنا فأصبحا مديرين للبحث العلمي.[بحاجة لمصدر]
نشر آشتون في عام 2015 كتابه "كيف تطير بحصان (بالإنجليزية: How to Fly a Horse)"، ونال الكتاب في عام 2016 بوصف أفضل كتاب في مجال الأعمال.[بحاجة لمصدر]